# 小鳈
小鳈（学名：Sarcocheilichthys parvus）为輻鰭魚綱鯉形目鲤科鳈属的鱼类，俗名红脸鱼、荷叶鱼，是中国的特有物种。分布于珠东水系的北江、西江两大支流、长江水系中下游浙江和富春江水系等，一般生活于水质清澄砾石底质的水河。该物种的模式产地在江西湖口。體長可達5.7公分。
其种加词“Parvus”意为“小的”。